# Olympische Winterspiele 1964/Skilanglauf
Bei den IX. Olympischen Winterspielen 1964 in Innsbruck fanden sieben Wettbewerbe im Skilanglauf statt. Diese galten gleichzeitig als 25. Nordische Skiweltmeisterschaften somit wurden neben olympischen Medaillen auch Weltmeisterschaftsmedaillen vergeben. Austragungsort war die Olympiaregion Seefeld.
Bei den Frauen wurde als dritte Disziplin das 5-Kilometer-Rennen neu ins Programm aufgenommen.
Letztmals bei Olympischen Winterspielen starteten die Bundesrepublik Deutschland und die DDR als gesamtdeutsche Mannschaft. Die schon von vergangenen Weltmeisterschaften und Olympischen Winterspielen bekannte Dominanz der Nordländer sowie der Sowjetunion war auch hier in Innsbruck wieder vorzufinden.

## Bilanz

### Medaillenspiegel
| Platz  | Land        | Gold | Silber | Bronze | Gesamt |
| ------ | ----------- | ---- | ------ | ------ | ------ |
| 1      | Sowjetunion | 3    | 1      | 4      | 8      |
| 2      | Finnland    | 2    | 2      | 2      | 6      |
| 3      | Schweden    | 2    | 2      | 1      | 5      |
| 4      | Norwegen    | –    | 2      | –      | 2      |
| Gesamt | Gesamt      | 7    | 7      | 7      | 21     |

### Medaillengewinner
Männer
| Disziplin         | Gold                                                                  | Silber                                                            | Bronze                                                                      |
| ----------------- | --------------------------------------------------------------------- | ----------------------------------------------------------------- | --------------------------------------------------------------------------- |
| 15 km             | Eero Mäntyranta (FIN)                                                 | Harald Grønningen (NOR)                                           | Sixten Jernberg (SWE)                                                       |
| 30 km             | Eero Mäntyranta (FIN)                                                 | Harald Grønningen (NOR)                                           | Igor Worontschichin (URS)                                                   |
| 50 km             | Sixten Jernberg (SWE)                                                 | Assar Rönnlund (SWE)                                              | Arto Tiainen (FIN)                                                          |
| 4 × 10 km Staffel | SchwedenKarl-Åke Asph Sixten Jernberg Assar Rönnlund Janne Stefansson | FinnlandVäinö Huhtala Kalevi Laurila Eero Mäntyranta Arto Tiainen | SowjetunionPawel Koltschin Iwan Utrobin Gennadi Waganow Igor Worontschichin |

Frauen
| Disziplin        | Gold                                                                   | Silber                                                      | Bronze                                           |
| ---------------- | ---------------------------------------------------------------------- | ----------------------------------------------------------- | ------------------------------------------------ |
| 5 km             | Klawdija Bojarskich (URS)                                              | Mirja Lehtonen (FIN)                                        | Alewtina Koltschina (URS)                        |
| 10 km            | Klawdija Bojarskich (URS)                                              | Jewdokija Mekschilo (URS)                                   | Marija Gussakowa (URS)                           |
| 3 × 5 km Staffel | SowjetunionKlawdija Bojarskich Alewtina Koltschina Jewdokija Mekschilo | SchwedenToini Gustafsson Barbro Martinsson Britt Strandberg | FinnlandMirja Lehtonen Toini Pöysti Senja Pusula |

## Vorschau
Sport Zürich befasste sich in seiner Ausgabe vom 29. Januar 1964 mit einer Vorschau. Hinsichtlich der Langlaufbewerbe wurde ein erstarktes norwegisches Team erwartet, worauf der Staffelsieg gegen Schweden und Finnland vom Dezember 1963 schließen ließ. Ein Fragezeichen stand hinter dem Leistungsvermögen der Sowjetteilnehmer, die vor zwei Jahren bei den Weltmeisterschaften in Zakopane enttäuscht hatten. Die Loipen in Seefeld erforderten nicht nur Kondition, sondern ebenso sehr Schnelligkeit und Souplesse. Bei den Italienern wisse man faktisch wenig über die Form ihrer Asse Giulio Deflorian und Marcello De Dorigo, die sich zur Vorbereitung im Norden aufgehalten hatten, dort aber in den Testprüfungen mit Norwegen und Schweden jeweils auf schlechten Plätzen gelandet waren. Es sei schwer, an die Wiederholung der Sensation von 1963 zu glauben. Jedenfalls würden außer den Skandinaviern, Sowjets und Italienern all die übrigen chancenlos sein.

## Ergebnisse Männer

### 15 km
| Platz | Land | Athlet              | Zeit (min) |
| ----- | ---- | ------------------- | ---------- |
| 1     | FIN  | Eero Mäntyranta     | 50:54,1    |
| 2     | NOR  | Harald Grønningen   | 51:34,8    |
| 3     | SWE  | Sixten Jernberg     | 51:42,2    |
| 4     | FIN  | Väinö Huhtala       | 51:45,4    |
| 5     | SWE  | Janne Stefansson    | 51:46,4    |
| 6     | URS  | Pawel Koltschin     | 51:52,0    |
| 7     | URS  | Igor Worontschichin | 51:53,9    |
| 8     | NOR  | Magnar Lundemo      | 51:55,2    |
| 9     | FIN  | Kalevi Laurila      | 51:59,8    |
| 10    | ITA  | Franco Nones        | 52:18,0    |
|       |      |                     |            |
| 22    | EUA  | Walter Demel        | 54:37,0    |
| 24    | EUA  | Enno Röder          | 54:52,8    |
| 29    | SUI  | Hans Ammann         | 55:44,9    |
| 31    | SUI  | Hans-Sigfrid Oberer | 55:47,9    |
| 32    | SUI  | Franz Kälin         | 55:50,3    |
| 36    | EUA  | Helmut Weidlich     | 56:04,6    |
| 40    | SUI  | Konrad Hischier     | 56:42,3    |
| 44    | EUA  | Karl Buhl           | 57:10,2    |
| 48    | AUT  | Hermann Lackner     | 58:04,0    |
| 52    | AUT  | Hubert Schrott      | 59:01,7    |
| 53    | AUT  | Anton Kogler        | 59:10,6    |
| 59    | AUT  | Günther Rieger      | 61:07,3    |

Datum: 2. Februar 1964, 09:30 Uhr
Höhenunterschied: 192 m; Maximalanstieg: 68 m; Totalanstieg: 492 m
71 Teilnehmer aus 21 Ländern, davon 69 in der Wertung.

### 30 km
| Platz | Land | Athlet              | Zeit (h)  |
| ----- | ---- | ------------------- | --------- |
| 1     | FIN  | Eero Mäntyranta     | 1:30:50,7 |
| 2     | NOR  | Harald Grønningen   | 1:32:02,3 |
| 3     | URS  | Igor Worontschichin | 1:32:15,8 |
| 4     | SWE  | Janne Stefansson    | 1:32:34,8 |
| 5     | SWE  | Sixten Jernberg     | 1:32:39,6 |
| 6     | FIN  | Kalevi Laurila      | 1:32:41,4 |
| 7     | SWE  | Assar Rönnlund      | 1:32:39,6 |
| 8     | NOR  | Einar Østby         | 1:32:41,4 |
| 9     | SWE  | Torsten Samuelsson  | 1:33:07,8 |
| 10    | EUA  | Walter Demel        | 1:33:10,2 |
|       |      |                     |           |
| 27    | SUI  | Konrad Hischier     | 1:39;43,6 |
| 28    | SUI  | Hans Ammann         | 1:39:55,7 |
| 29    | EUA  | Heinz Seidel        | 1:40:01,0 |
| 31    | AUT  | Andreas Janc        | 1:40:23,3 |
| 32    | EUA  | Rudolf Dannhauer    | 1:40:35,7 |
| 34    | EUA  | Alfons Dorner       | 1:41:09,5 |
| 36    | AUT  | Hansjörg Farbmacher | 1:41:37,1 |
| 39    | SUI  | Georges Dubois      | 1:42:26,8 |
| 43    | SUI  | Alphonse Baume      | 1:42:41,8 |

Datum: 30. Januar 1964, 08:30 Uhr
Höhenunterschied: 245 m; Maximalanstieg: 72 m; Totalanstieg: 964 m
69 Teilnehmer aus 23 Ländern, davon 66 in der Wertung.
Der Kurs bestand aus der 10-Kilometer-Damenstrecke und danach einer 20-Kilometer-Schleife. Im Ziel war es zu Rennbeginn −13,5 Grad Celsius kalt, es gab völlig klares Wetter, der Schnee war sehr hart und gut. Die Startintervalle betrugen 30 Sekunden. Mäntyranta startete als Letzter und hatte das gesamte Feld vor sich. Sein Landsmann Laurila machte vor ihm das Tempo (nach 10 km Dritter, nach 20 Kilometer Zweiter), erfüllte diese undankbare taktische Aufgabe erfüllt fiel auf Rang 6 zurück. Grønningen, als langsamer Starter bekannt, war vorerst Siebter, dann Vierter und überholte noch Worontschichin, der von Rang 5 auf 3 vorgestoßen war. Sixten Jernberg lief trotz einer Netzhauterkrankung überraschend stark, jedoch war der deutsche Meister Walter Demel als echte Sensation zu betrachten, der als bester Mitteleuropäer mit nur rund eineinhalb Minuten Rückstand Rang 10 belegte Der Südkoreaner Yong-Ok lief mit Skibruch einen Kilometer weiter; ihm wurde von der Rennleitung ein Ersatzski angeboten, was er vorerst mit höflicher Verbeugung ablehnte, doch nach längerem Hin und Her nahm er das Angebot an.

### 50 km
| Platz | Land | Athlet              | Zeit (h)  |
| ----- | ---- | ------------------- | --------- |
| 1     | SWE  | Sixten Jernberg     | 2:43:52,6 |
| 2     | SWE  | Assar Rönnlund      | 2:44:58,2 |
| 3     | FIN  | Arto Tiainen        | 2:45:30,4 |
| 4     | SWE  | Janne Stefansson    | 2:45:36,6 |
| 5     | NOR  | Sverre Stensheim    | 2:45:47,2 |
| 6     | NOR  | Harald Grønningen   | 2:47:03,6 |
| 7     | NOR  | Einar Østby         | 2:47:20,6 |
| 8     | NOR  | Ole Ellefsæter      | 2:47:45,8 |
| 9     | FIN  | Eero Mäntyranta     | 2:47:47,1 |
| 10    | SWE  | Melcher Risberg     | 2:48:03,0 |
|       |      |                     |           |
| 20    | SUI  | Alois Kälin         | 2:56:30,5 |
| 21    | AUT  | Andreas Janc        | 2:58:43,8 |
| 24    | EUA  | Siegfried Weiß      | 3:00:43,0 |
| 26    | SUI  | Alphonse Baume      | 3:03:49,1 |
| 29    | SUI  | Franz Kälin         | 3:06:09,3 |
| 30    | EUA  | Herbert Steinbeißer | 3:06:52,2 |
| 31    | SUI  | Georges Dubois      | 3:07:21,8 |
| 33    | AUT  | Hermann Mayr        | 3:08:48,6 |

Datum: 4. Februar 1964, 08:30 Uhr

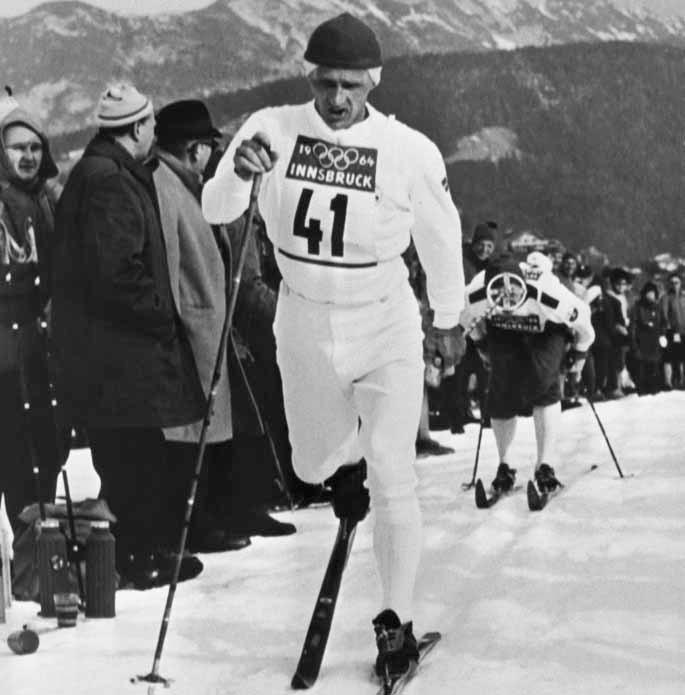
Sixten Jernberg während des 50-Kilometer-Rennens

Höhenunterschied: 196 m; Maximalanstieg: 98 m; Totalanstieg: 1597 m
41 Teilnehmer aus 15 Ländern, davon 30 in der Wertung.
Infolge der tiefen Nachttemperaturen war die Strecke sehr schnell. Die Schneeverhältnisse waren gut, der Schnee war hart und körnig, in den Schattenstellen gab es Pulverschnee. Tiainen legte mit Startnummer 1 bereits eine großartige Zeit vor. Bis 37,5 Kilometer führte dann der mir Nr. 35 gestartete Finne Kalevi Hämäläinen, zuletzt noch mit 20 Sekunden Vorsprung auf Jernberg, doch der amtierende Weltmeister (Nr. 41) und Rönnlund (Nr. 18) holten unnachgiebig auf; am Ende fand sich Hämäläinen Rang 16. Jernberg feierte den Sieg einen Tag vor seinem 35. Geburtstag.

### 4 × 10 km Staffel
| Platz | Land / Athleten                                                              | Zeit                                                        |
| ----- | ---------------------------------------------------------------------------- | ----------------------------------------------------------- |
| 1     | Schweden Karl-Åke Asph Sixten Jernberg Janne Stefansson Assar Rönnlund       | 2:18:34,6 h 35:14,2 min 35:00,0 min 34:16,8 min 34:03,6 min |
| 2     | Finnland Väinö Huhtala Arto Tiainen Kalevi Laurila Eero Mäntyranta           | 2:18:42,4 h 34:52,8 min 35:37,6 min 34:01,4 min 34:10,6 min |
| 3     | Sowjetunion Iwan Utrobin Gennadi Waganow Igor Worontschichin Pawel Koltschin | 2:18:46,9 h 34:58,7 min 34:42,8 min 34:18,0 min 34:47,4 min |
| 4     | Norwegen Magnar Lundemo Erling Steineide Einar Østby Harald Grønningen       | 2:19:11,9 h 35:04,8 min 34:48,3 min 34:19,8 min 34:59,0 min |
| 5     | Italien Giuseppe Steiner Marcello De Dorigo Giulio Deflorian Franco Nones    | 2:21:16,8 h 35:36,2 min 34:28,2 min 35:57,5 min 35:14,9 min |
| 6     | Frankreich Victor Arbez Félix Mathieu Roger Pires Paul Romand                | 2:26:31,4 h 36:30,1 min 36:08,9 min 35:46,6 min 38:05,8 min |
| 7     | Deutschland Heinz Seidel Helmut Weidlich Enno Röder Walter Demel             | 2:26:34,4 h 38:00,6 min 36:49,4 min 36:43,3 min 35:01,1 min |
| 8     | Polen Józef Gut-Misiaga Tadeusz Jankowski Edward Budny Józef Rysula          | 2:27:27,0 h 37:46,4 min 37:06,3 min 36:25,6 min 36:08,7 min |
| 9     | Schweiz Konrad Hischier Alois Kälin Franz Kälin Hans-Sigfrid Oberer          | 2:31:52,8 h 37:32,7 min 37:05,1 min 38:18,3 min 38:56,7 min |
| 10    | Japan Hidezō Takahashi Kazuo Satō Tatsuo Kitamura Chogoro Yahata             | 2:32:05,5 h 38:02,0 min 37:18,4 min 37:18,1 min 39:27,0 min |
| 11    | Österreich Günther Rieger Hansjörg Farbmacher Anton Kogler Andreas Janc      | 2:34:48,9 h 39:05,8 min 39:11,0 min 38:47,0 min 37:45,1 min |
| 12    | Jugoslawien Roman Seljak Mirko Bavče Janko Kobentar Cveto Pavčič             | 2:37:30,6 h                                                 |
| 13    | USA Mike Gallagher Mike Elliott Jim Shea John Bower                          | 2:39:17,3 h                                                 |
| 14    | Großbritannien John Moore John Dent David Rees Roderick Tuck                 | 2:42:55,8 h                                                 |
| 15    | Kanada Donald MacLeod Martti Rautio Eric Luoma Franz Portmann                | 2:44:29,1 h                                                 |

Datum: 8. Februar 1964, 09:00 Uhr
Höhenunterschied: 140 m; Maximalanstieg: 43 m; Totalanstieg: 354 m
15 Staffeln am Start, alle in der Wertung.

## Ergebnisse Frauen

### 5 km
| Platz | Land | Athletin            | Zeit (min) |
| ----- | ---- | ------------------- | ---------- |
| 1     | URS  | Klawdija Bojarskich | 17:50,2    |
| 2     | FIN  | Mirja Lehtonen      | 17:52,9    |
| 3     | URS  | Alewtina Koltschina | 18:08,4    |
| 4     | URS  | Jewdokija Mekschilo | 18:16,7    |
| 5     | FIN  | Toini Pöysti        | 18:25,3    |
| 6     | SWE  | Toini Gustafsson    | 18:25,7    |
| 7     | SWE  | Barbro Martinsson   | 18:26,4    |
| 8     | FIN  | Eeva Ruoppa         | 18:29,8    |
| 9     | FIN  | Senja Pusula        | 18:45,7    |
| 10    | URS  | Rita Atschkina      | 18:51,1    |
|       |      |                     |            |
| 12    | EUA  | Rita Czech-Blasel   | 19:09,1    |
| 15    | EUA  | Renate Dannhauer    | 19:17,0    |
| 17    | EUA  | Christine Nestler   | 19:21,4    |
| 19    | EUA  | Elfriede Uhlig      | 19:52,3    |
| 20    | AUT  | Heiderun Ludwig     | 20:11,3    |

Datum: 4. Februar 1964, 09:00 Uhr
Höhenunterschied: 64 m; Maximalanstieg: 39 m; Totalanstieg: 150 m
32 Teilnehmerinnen aus 11 Ländern, alle in der Wertung.
Favoritinnen waren die Läuferinnen aus der Sowjetunion, sie konnten aber die Spitzenränge nicht en bloc vereinnahmen. Die Voraussagen hinsichtlich Schweden und Finnland als größte Widersacherinnen bewahrheiteten sich: Lehtonen lag zur Halbdistanz noch knapp hinter Bojarskich, doch die Lehrerin aus Sibirien verfügte über genügend Reserven, um im Finish die Finnin auf Distanz zu halten.

### 10 km
| Platz | Land | Athletin            | Zeit (min) |
| ----- | ---- | ------------------- | ---------- |
| 1     | URS  | Klawdija Bojarskich | 40:24,3    |
| 2     | URS  | Jewdokija Mekschilo | 40:26,6    |
| 3     | URS  | Marija Gussakowa    | 40:46,6    |
| 4     | SWE  | Britt Strandberg    | 40:54,0    |
| 5     | FIN  | Toini Pöysti        | 41:17,4    |
| 6     | FIN  | Senja Pusula        | 41:17,8    |
| 7     | URS  | Alewtina Koltschina | 41:26,2    |
| 8     | SWE  | Toini Gustafsson    | 41:41,1    |
| 9     | FIN  | Eeva Ruoppa         | 41:58,1    |
| 10    | FIN  | Mirja Lehtonen      | 42:06,9    |
|       |      |                     |            |
| 13    | EUA  | Christine Nestler   | 43:38,2    |
| 14    | EUA  | Renate Dannhauer    | 43:52,7    |
| 15    | EUA  | Rita Czech-Blasel   | 44:07,8    |
| 16    | EUA  | Elfriede Uhlig      | 44:08,8    |
| 25    | AUT  | Heiderun Ludwig     | 47:27,6    |

Datum: 1. Februar 1964, 09:30 Uhr
Höhenunterschied: 103 m; Maximalanstieg: 37 m; Totalanstieg: 256 m
35 Teilnehmerinnen aus 12 Ländern, alle in der Wertung.

### 3 × 5 km
| Platz | Land / Athletinnen                                                      | Zeit                                            |
| ----- | ----------------------------------------------------------------------- | ----------------------------------------------- |
| 1     | Sowjetunion Alewtina Koltschina Jewdokija Mekschilo Klawdija Bojarskich | 0:59:20,2 h 21:17,9 min 19:08,5 min 18:53,8 min |
| 2     | Schweden Barbro Martinsson Britt Strandberg Toini Gustafsson            | 1:01:27,0 h 21:53,9 min 19:51,3 min 19:41,8 min |
| 3     | Finnland Senja Pusula Toini Pöysti Mirja Lehtonen                       | 1:02:45,1 h 23:45,9 min 19:39,8 min 19:19,4 min |
| 4     | Deutschland Christine Nestler Rita Czech-Blasel Renate Dannhauer        | 1:04:29,9 h 22:34,1 min 21:00,8 min 20:55,0 min |
| 5     | Bulgarien Rosa Dimowa Nadeschda Wassilewa Krastana Stoewa               | 1:06:40,4 h 24:41,4 min 21:27,1 min 20:31,9 min |
| 6     | Tschechoslowakei Jarmila Škodová Eva Břízová Eva Paulusová              | 1:08:42,8 h 24:48,3 min 21:44,1 min 22:10,4 min |
| 7     | Polen Teresa Trzebunia Czesława Stopka Stefania Biegun                  | 1:08:55,4 h 25:53,4 min 22:15,6 min 20:46,4 min |
| 8     | Ungarn Éva Balázs Maria Tarnai Ferencne Hemrik                          | 1:10:16,3 h 24:24,8 min 22:59,4 min 22:52,1 min |

Datum: 7. Februar 1964, 09:30 Uhr
Höhenunterschied: 64 m; Maximalanstieg: 39 m; Totalanstieg: 150 m
8 Staffeln am Start, alle in der Wertung.
Obwohl über Nacht 15 Zentimeter Neuschnee gefallen war, war die Loipe morgens bei schönem Wetter recht schnell und im guten Zustand. Die Sowjetunion, die sowohl 1956 durch Finnland als auch 1960 durch Schweden besiegt worden war, war aufgrund der bisherigen Einzelkonkurrenzen der logische Favorit und übernahm schon nach 500 Metern die Führung, die sie nicht mehr abgab und sogar auf mehr als zwei Minuten ausbaute; jede Läuferin lief auf ihrem Abschnitt Bestzeit. Seltsames ereignete sich bei der finnischen Startläuferin Pusula, die eine derart schwache Zeit lief, sodass sie von ihrer Konkurrentin Koltschina um zweieinhalb Minuten distanziert wurde. Sie war in der gleißenden Sonne schneeblind geworden und taumelte durch die zweite Streckenhälfte. Doch schon auf der zweiten Teilstrecke konnte Pöysti den dritten Platz zurückerobern. Harte Positionskämpfe spielten sich hinter den Medaillenstaffeln ab, wobei sich Bulgarien noch auf Rang 5 vorschieben konnte.